# Lonely sky
Lonely sky is de derde single van Chris de Burgh. Het is afkomstig van zijn tweede studioalbum Spanish train and other stories.
Lonely sky gaat over een verdwenen liefde; het leven voelt als een lucht zonder vogels (weggetrokken) en een boom zonder bladeren (weggewaaid). De B-kant This song is for you is een brief geschreven door een soldaat uit de Eerste Wereldoorlog, vlak voordat hij omkomt in de Derde Slag om Ieper, Slag bij Passendale (1917).
Ook deze single haalde de hitparades niet.